# Historia Nigru

Flaga Nigru (od 1959 roku)

Historia Nigru – obejmuje dzieje państwa i narodu nigerskiego.

## Prehistoria
Przodkowie człowieka dotarli do Nigru w górnym paleolicie (w sąsiednim Czadzie odkryto szkielet Australopithecus bahrelghazali sprzed około 3,5 miliona lat). Prehistoryczni ludzie zamieszkiwali obszar całego Nigru, a nawet obszar, który później objęła Sahara. Sahara zajęła jednak później olbrzymie połacie północnego Nigru, co zmusiło ludzi do przesiedlenia się na południe około 3000 lat p.n.e. Następnie kraj zamieszkiwany był przez plemię Fulbe. UNESCO opublikowało w 2002 roku wyniki badań, które wskazywały, iż początek wytopu żelaza i miedzi w okolicach Masywu Termitów nastąpił około 1500 lat p.n.e.

## Przed kolonizacją

### Starożytność i średniowiecze
Od około V wieku p.n.e. Kartagina i Egipt zaczęły sprowadzać z terenów dzisiejszego Nigru złoto, kość słoniową, niewolników i wyroby z żelaza. Później sprowadzanie tych towarów kontynuowali Rzymianie. Na ten okres datuje się sprowadzenie wielbłądów przez Tauregów przybyłych wtedy do Nigru. Wykopaliska archeologiczne w Burze potwierdziły istnienie rdzennej kultury Bura na obszarze dzisiejszego Nigru i Burkiny Faso od III do XIII wieku. Skrawek dzisiejszego Nigru znajdował się około 1350 roku pod kontrolą imperium Mali. Część państwa znalazła się również pod kontrolą Kanem-Bornu.

Średniowieczny Niger
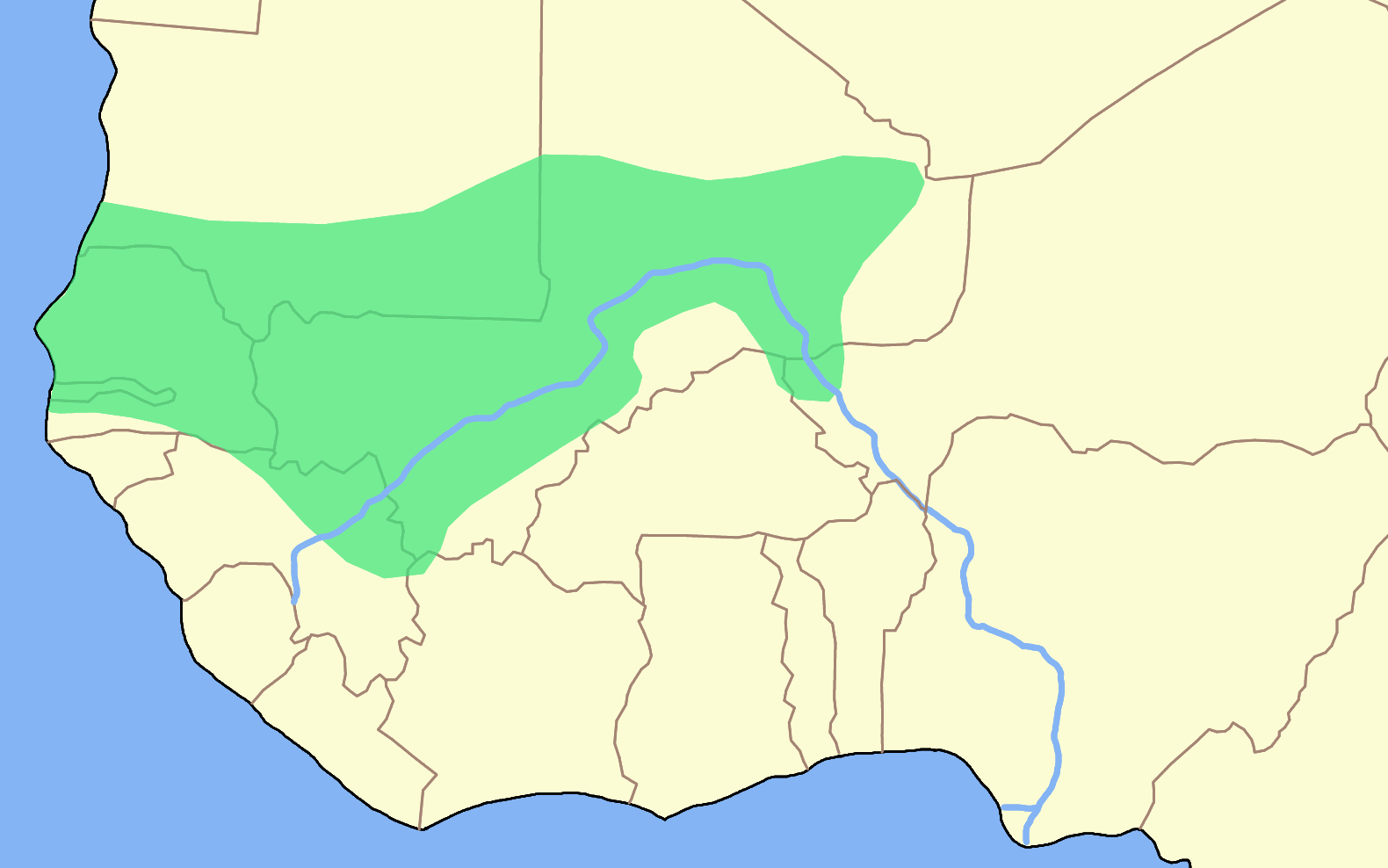
Zasięg terytorialny imperium Mali około 1350 roku
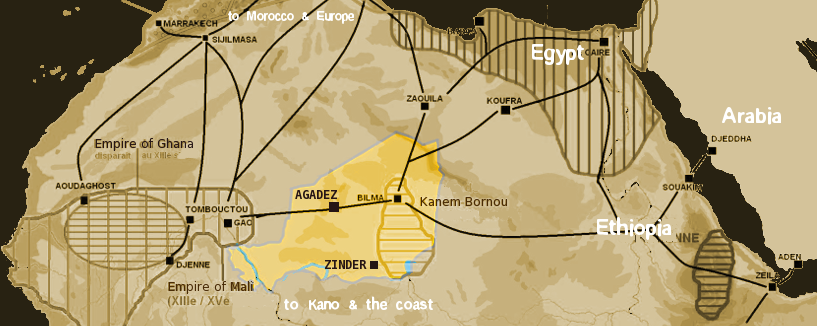
Szlaki handlowe prowadzące przez Niger w późnym średniowieczu
Zasięg państwa Kanem-Bornu około 1200 roku
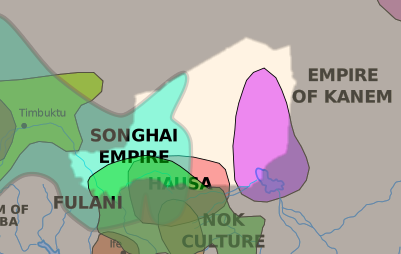
Państwa zajmujące fragmenty Nigru do czasów jego kolonizacji

### XV – XVIII wiek

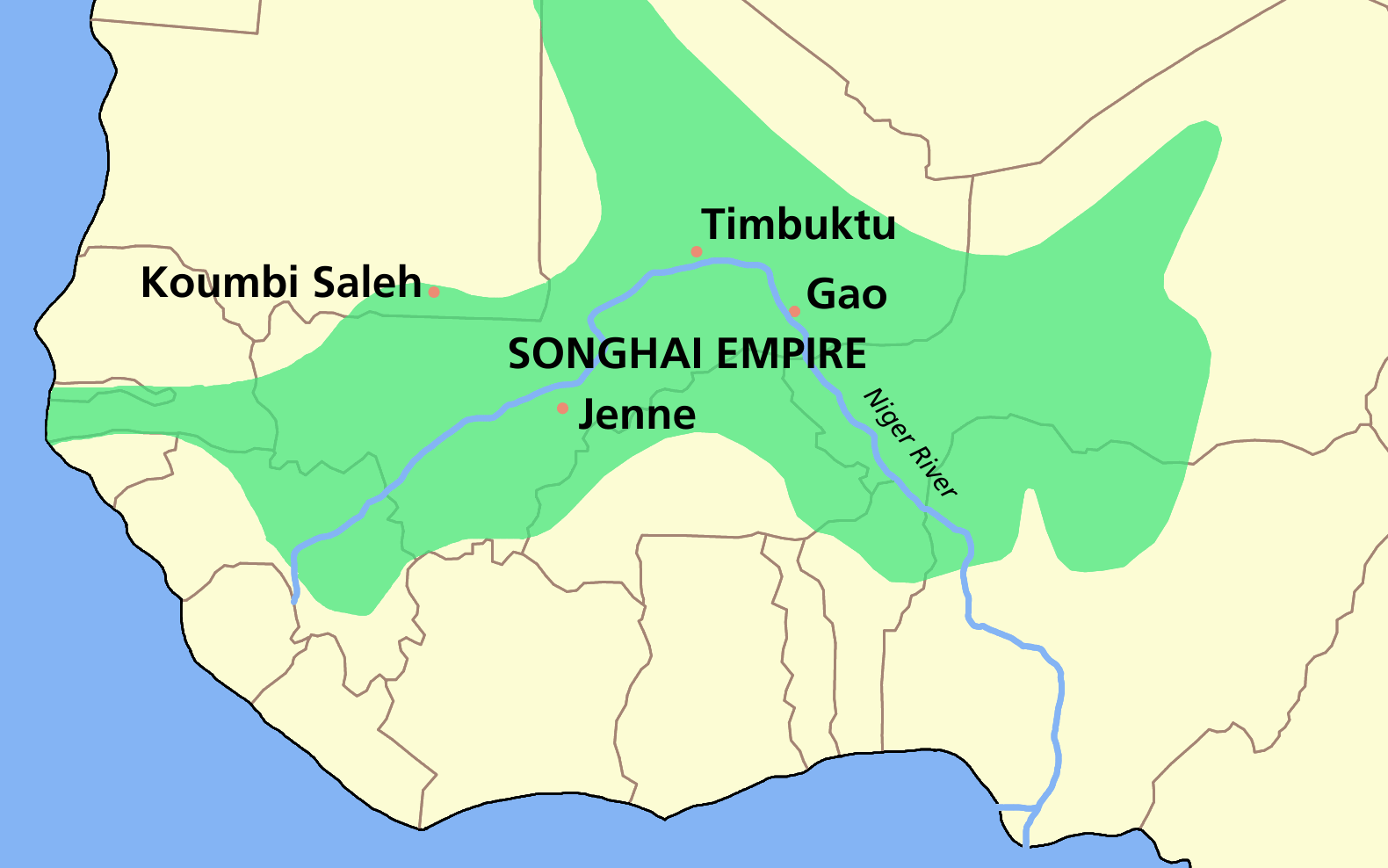
Zasięg Songhaju

W 1405 lub 1449 roku powstał w Nigrze sułtanat Agadez, który przyczynił się do rozwoju handlowego i demograficznego regionu. Państwo to zostało podbite przez Songhaj w 1500 roku. Następne dwieście lat przyczyniło się do rozwoju islamu na terenie Nigru (przybyłego w VII wieku) oraz do gwałtowanego spadku ludności spowodowanego przez liczne susze. W latach ok. 1600 – ok. 1800 Imperium Osmańskie sprawowało nominalną władzę nad Agadezem.

Francuska Afryka Zachodnia

## Kolonia francuska
Szkocki podróżnik Mungo Park spowodował popularyzacje wiedzy o Nigrze w ówczesnej Europie, w efekcie czego w XIX wieku Francja i Anglia podzieliły między siebie ziemie zamieszkiwane przez nigeryjsko-nigerski lud Hausa (teren Nigru przypadł Francji). W 1896 roku ustanowiono go kolonią (jako część Francuskiej Afryki Zachodniej). W 1900 roku Francuzi ustanowili Niger terytorium wojskowym, a w 1922 roku zakończono jego kolonizacje. Francuski został jej językiem administracyjnym, co przyczyniło się do wzrostu znaczenia tego języka w Nigrze. Niger był kolonią francuską do 1960 roku, kiedy to w roku Afryki uzyskał niepodległość po czynnym udziale w zachodnioafrykańskim ruchu niepodległościowym.

## Niepodległy Niger

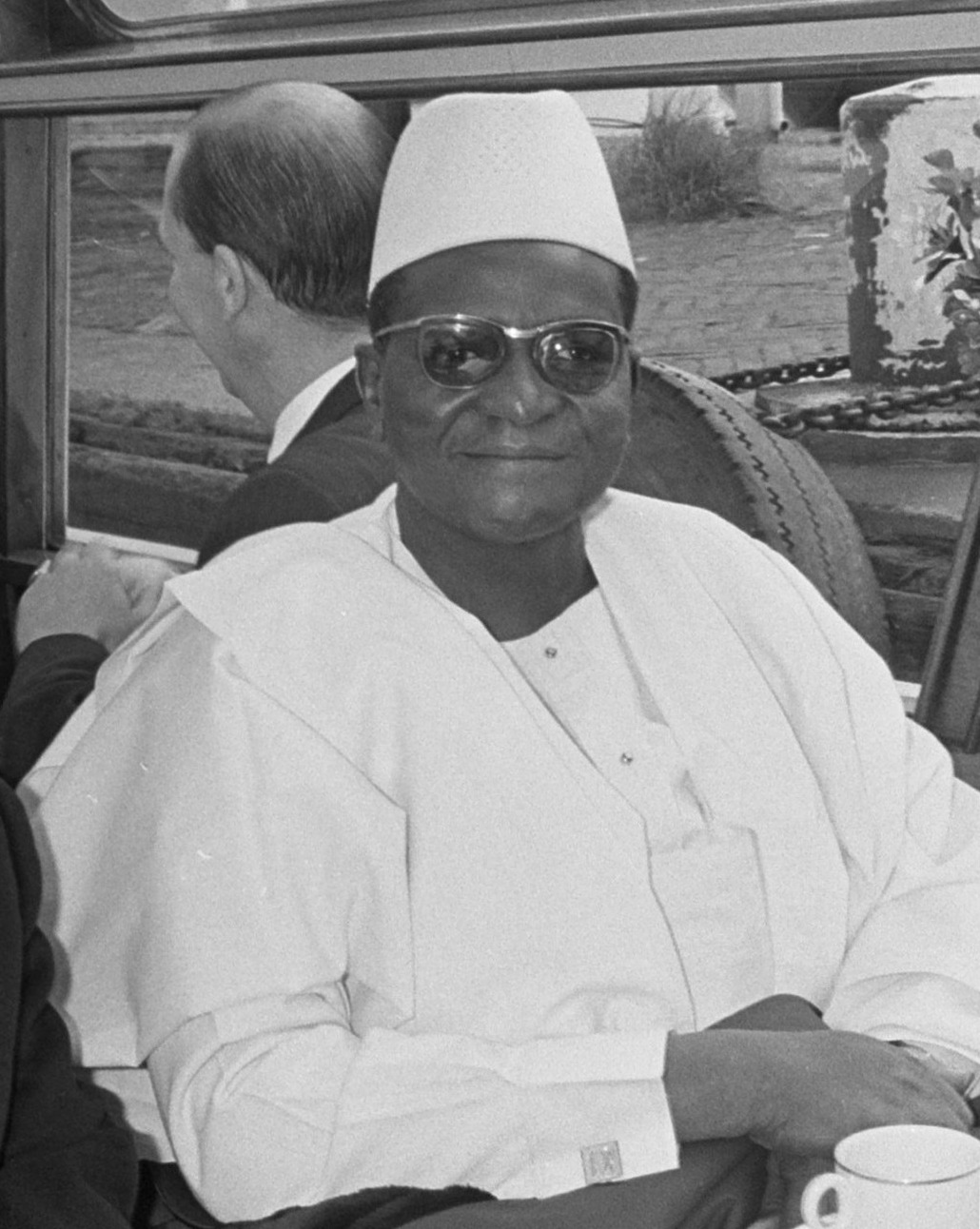
Diori w 1968 roku

### 1960-2000
Pierwszym prezydentem państwa był Hamani Diori (1916-1989), który został wybrany w 1958, jeszcze przed oficjalnym ogłoszeniem niepodległości państwa 3 sierpnia 1960 roku Nowy rząd państwa utrzymywał bliskie związki polityczne i gospodarcze z Francją. W 1960 roku państwo przystąpiło do ONZ, a w 1961 wybrało swój hymn. W 1959 roku została wprowadzona oficjalna flaga Nigru, która jest symbolem tego państwa, aż do dzisiaj. W chwili niepodległości państwo było najbiedniejszym w całej Afryce Zachodniej. W latach 1974–1987 drugim prezydentem kraju był Seyni Kountché, a trzecim prezydentem (1987-1993) Ali Saibou. Kolejnymi głowami państwa byli: Mahamane Ousman (1993-1996), Ibrahim Baré Maïnassara (1996-1999) i Daouda Malam Wanké (1999). W 1994 roku doszło do serii gwałtownych powodzi poprzedzonych wieloletnią suszą.

### XXI wiek
W latach 1999–2010 prezydentem był Mamadou Tandja, który wywołał kryzys polityczny i został pozbawiony władzy w wyniku zamachu stanu. W wyniku tego szefem państwa do kwietnia 2011 roku był Salou Djibo. W 2010 roku wprowadzono obowiązującą do dziś konstytucję Nigru. W 2011 roku w wyniku wyborów powszechnych w Nigrze w 2011 roku władzę przejął Mahamadou Issoufou, który był prezydentem do roku 2021. W następstwie zwycięskich wyborów urząd prezydenta objął następnie Mohamed Bazoum. Wyborom towarzyszyła próba przeprowadzenia kolejnego zamachu stanu, jednak został on stłumiony. Prezydent Bazoum i Ouhoumoudou Mahamadou zostali obaleni po zamachu stanu w lipcu 2023. Władzę przejęła Narodowa Rada Obrony Ojczyzny na czele z Abdourahamanem Tchiani (aczkolwiek minister Hassoumi Massaoudou ogłosił się pełniącym obowiązki prezydenta). Na początku 2024 roku państwo opuściło ECOWAS. Obecnie Niger jest w wyniku burzliwej historii jednym z najbiedniejszych państw świata.